# Frankfurt Galaxy (ELF)

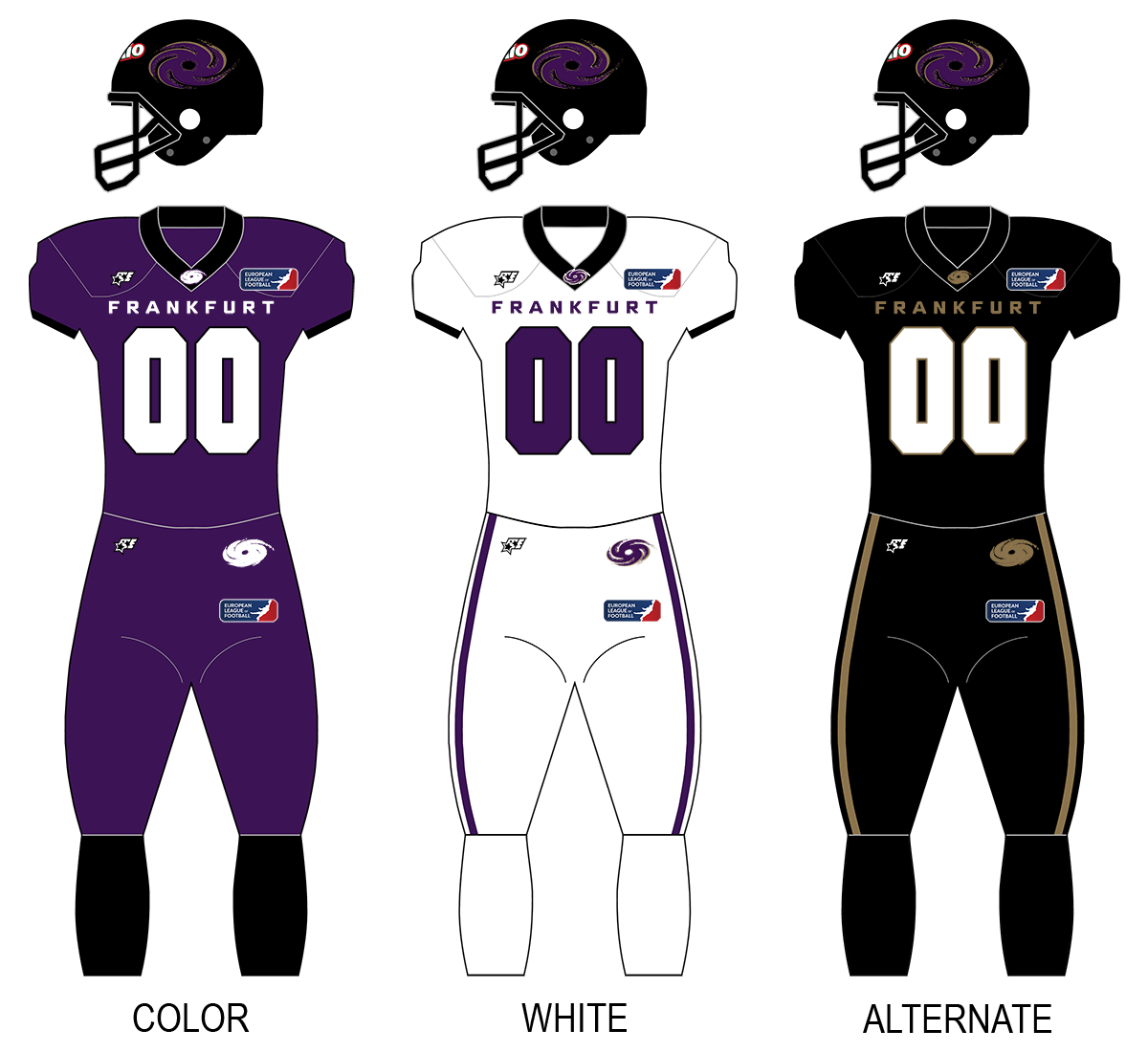
Stroje klubowe

Frankfurt Galaxy – niemiecki klub futbolu amerykańskiego z Frankfurtu nad Menem. Założony został w 2021 roku, gra w European League of Football.  Klub został założony przez kibiców nieistniejącej obecnie drużyny Frankfurt Galaxy.

## Sukcesy
- ELF Bowl – 2021
- Mistrz ELF Süd – 2021